# Transformator kioskowy (kiosk elektryczny)
Transformator kioskowy, kiosk elektryczny, wolnostojąca stacja transformatorowa na napięcie 5 kV – stacja elektroenergetyczna w charakterystycznej stalowej obudowie w kształcie walca. 
Jest często mylony ze słupem ogłoszeniowym.

## Opis
Nieliczne ocalałe transformatory kioskowe pamiętają początki elektryfikacji Warszawy, kiedy to 1 września 1903 roku na Powiślu uruchomiono Elektrownię Miejską, a od roku 1904 sieci przesyłowe były wykonywane na napięciu wysokim 5 kV. Na początku było zainstalowanych osiem takich kiosków-stacji i 5 km kabli, a w okresie największego rozwoju 1800 stacji i 600 km kabli. Dla porównania dzisiejsza sieć 15 kV ma około 4500 stacji i ponad 5 tysięcy km kabli. Sieć energetyczna 5 kV była eksploatowana w Warszawie aż do 1977 roku. 
Zachowane transformatory kioskowe w Warszawie znajdują się m.in. przy ulicach: 11 Listopada i Wybrzeżu Kościuszkowskim.